# Sphenomorphus assatus
Sphenomorphus assatus este o specie de șopârle din genul Sphenomorphus, familia Scincidae, descrisă de Cope 1864.

## Subspecii
Această specie cuprinde următoarele subspecii:
- S. a. assatus
- S. a. taylori